# Saul Winstein
Saul Winstein (Montreal, 8 de outubro de 1912 — 23 de novembro de 1969) foi um químico canadense.

## Vida
Saul Winstein nasceu em Montreal, Canadá, no dia 8 de outubro de 1912. Quando completou seus primeiros dez anos, foi morar nos Estados Unidos, a maior parte do tempo na Califórnia. Atendeu na Universidade da Califórnia em Los Angeles, obtendo o A.B. em 1934 e o M. A. em 1935. Ele recebeu o Ph.D. em 1938 no Instituto de Tecnologia na Califórnia. Depois de dois anos do pós-doutorado e um ano como instrutor no Instituto de Tecnologia, ele retornou para UCLA, onde se tornou professor titular de química de 1947 até sua morte repentina em 1969, com 57 anos, no auge de sua carreira, depois de retornar de um simpósio em Salt Lake City.

## Contribuições
O conceito de carbocátions cresceu lentamente até obter sua maturidade através da estereoquímica, cinética e os estudos dos produtos para uma variedade de reações. Vários pesquisadores, tais como Bartlett, Nenitzescu, Winstein, Cram, Dewar, Rodrigues, Schleyer, contribuíram fundamentalmente para o desenvolvimento da química moderna do carbocátion.
A estrutura do cátion norbonila tornou-se uma controvérsia - “íon não-clássico” – a partir das sugestões de Wilson. Winstein e Trifan reportaram um estudo de solvólise do exo- e endo-2-nobonilbrosilato (p-bromobenzenosulfato) e postularam uma deslocalização σ simétrica no íon norbonila intermediário em ponte. O reagente endo foi usado para a solvólise em vários solventes, tais como ácido acético, acetona aquosa e dioxano aquoso dando produtos de substituição exclusivamente na configuração exo. O exo-brosilato também deu exclusivamente produto exo e foi marcado como mais reativo do que a acetólise do reagente endo, por um fator de 350.
Winstein, um dos mais brilhantes químicos desta época, concluiu que é mais atraente explicar esses resultados por meio de formulações não-clássicas, para a formação do cátion norbonila em ponte envolvendo taxas aceleradas a partir do precursor exo, por assistência anquimérica. Sua formação do cátion norbonila como uma espécie em ponte σ estimulou outros trabalhos no campo da solvólise para interpretar resultados em uma variedade de sistemas similares em termos de deslocalização σ.

## Publicações
No ano de 1959, Saul Winstein fez uma comunicação ao Journal American Chemical Society, sobre uma evidência sua na qual ele define como estruturas homo- aromáticas não clássicas como o cátion 3-biciclo[3.1.0.] hexila(2). E com isso consegue as ligações homoaromáticas como ligações fechadas de sistemas potencialmente aromáticos que tem menor ordem e que uma sobreposição de orbitais intermediárias entre σ e π.
Sabendo que a sobreposição do orbital não é π e que a magnitude da sobreposição 1,3 e a mudança de integrais são bem menores no cátion I do que a sobreposição 1,2 do ciclopropenila no cátion II. O termo sugerido para o cátion I é “tris-homociclopropenila”.
O cátion I que é uma espécie não-clássica em relação ao II, que é uma espécie que segue a regra de Huckel (4n + 2) elétrons  em sistemas conjugados monocíclicos. A relação homo não- clássica do íon I ao cátion II da ciclopropenila pode ser utilizada para outros exemplos que seguem a regra de Huckel, como os íons ciclopentadienida, benzeno e o íon tropólio e suas espécies não-clássicas, respectivamente, que são os íons pentahomociclopentadienida, hexahomobenzeno e heptahomotropólio(2).